# A Bahama-szigetek az 1984. évi nyári olimpiai játékokon
A Bahama-szigetek az egyesült államokbeli Los Angelesben megrendezett 1984. évi nyári olimpiai játékok egyik részt vevő nemzete volt. Az országot az olimpián 4 sportágban 22 sportoló képviselte, akik érmet nem szereztek.

## Atlétika
Férfi
| Versenyző           | Versenyszám | Előfutam | Előfutam | Előfutam | Negyeddöntő | Negyeddöntő | Negyeddöntő | Elődöntő | Elődöntő | Elődöntő | Döntő   | Döntő    |
| Versenyző           | Versenyszám | Idő      | Hely.    | Össz.    | Idő         | Hely.       | Össz.       | Idő      | Hely.    | Össz.    | Idő     | Helyezés |
| ------------------- | ----------- | -------- | -------- | -------- | ----------- | ----------- | ----------- | -------- | -------- | -------- | ------- | -------- |
| Audrick Lightbourne | 100 m       | 10,64    | 4.       | 36.**    | 10,59       | 8.          | 27.*        | kiesett  | kiesett  | kiesett  | kiesett | kiesett  |
| Dudley Parker       | 100 m       | 10,65    | 2.       | 39.      | 10,58       | 6.          | 26.         | kiesett  | kiesett  | kiesett  | kiesett | kiesett  |
| Dudley Parker       | 200 m       | 21,12    | 2.       | 20.**    | 21,10       | 7.          | 21.         | kiesett  | kiesett  | kiesett  | kiesett | kiesett  |
| Allan Ingraham      | 400 m       | 46,72    | 3.       | 33.      | 46,14       | 7.          | 24.*        | kiesett  | kiesett  | kiesett  | kiesett | kiesett  |
| Greg Rolle          | 400 m gát   | 50,41    | 2.       | 20.      |             |             |             | 50,16    | 7.       | 15.      | kiesett | kiesett  |

| Versenyző      | Versenyszám   | Selejtező                | Selejtező                | Döntő    | Döntő    |
| Versenyző      | Versenyszám   | Eredmény                 | Helyezés                 | Eredmény | Helyezés |
| -------------- | ------------- | ------------------------ | ------------------------ | -------- | -------- |
| Steve Wray     | Magasugrás    | érvényes kísérlet nélkül | érvényes kísérlet nélkül | kiesett  | kiesett  |
| Joey Wells     | Távolugrás    | 792 cm                   | 7.                       | 797 cm   | 6.       |
| Lyndon Sands   | Távolugrás    | 732 cm                   | 19.                      | kiesett  | kiesett  |
| Steve Hanna    | Távolugrás    | 710 cm                   | 21.                      | kiesett  | kiesett  |
| Steve Hanna    | Hármasugrás   | 16,14 m                  | 14.                      | kiesett  | kiesett  |
| Bradley Cooper | Diszkoszvetés | 53,70 m                  | 16.                      | kiesett  | kiesett  |

Női
| Versenyző                                                              | Versenyszám     | Előfutam | Előfutam | Előfutam | Negyeddöntő | Negyeddöntő | Negyeddöntő | Elődöntő | Elődöntő | Elődöntő | Döntő   | Döntő    |
| Versenyző                                                              | Versenyszám     | Idő      | Hely.    | Össz.    | Idő         | Hely.       | Össz.       | Idő      | Hely.    | Össz.    | Idő     | Helyezés |
| ---------------------------------------------------------------------- | --------------- | -------- | -------- | -------- | ----------- | ----------- | ----------- | -------- | -------- | -------- | ------- | -------- |
| Eldece Clarke-Lewis                                                    | 100 m           | 11,61    | 4.       | 17.      | 11,85       | 5.          | 20.         | kiesett  | kiesett  | kiesett  | kiesett | kiesett  |
| Pauline Davis-Thompson                                                 | 100 m           | 11,51    | 1.       | 13.*     | 11,61       | 4.          | 15.         | 11,70    | 7.       | 14.      | kiesett | kiesett  |
| Pauline Davis-Thompson                                                 | 200 m           | 23,37    | 2.       | 11.*     | 22,97       | 4.          | 8.*         | 23,02    | 8.       | 12.*     | kiesett | kiesett  |
| Eldece Clarke-Lewis Pauline Davis-Thompson Debbie Greene Oralee Fowler | 4 × 100 m váltó | 44,15    | 4.       | 6.       |             |             |             |          |          |          | 44,18   | 6.       |

| Versenyző       | Versenyszám | Selejtező | Selejtező | Döntő    | Döntő    |
| Versenyző       | Versenyszám | Eredmény  | Helyezés  | Eredmény | Helyezés |
| --------------- | ----------- | --------- | --------- | -------- | -------- |
| Shonel Ferguson | Távolugrás  | 619 cm    | 12.       | 644 cm   | 8.       |

* - egy másik versenyzővel azonos eredményt ért el

** - két másik versenyzővel azonos eredményt ért el

## Ökölvívás
| Versenyző       | Versenyszám  | Selejtező         | 32-es főtábla                     | Nyolcaddöntő              | Negyeddöntő       | Elődöntő          | Döntő             | Helyezés |
| Versenyző       | Versenyszám  | Ellenfél Eredmény | Ellenfél Eredmény                 | Ellenfél Eredmény         | Ellenfél Eredmény | Ellenfél Eredmény | Ellenfél Eredmény | Helyezés |
| --------------- | ------------ | ----------------- | --------------------------------- | ------------------------- | ----------------- | ----------------- | ----------------- | -------- |
| Andre Seymour   | Légsúly      |                   | Oppe Pinto (PAR) · 0:5            | kiesett                   | kiesett           | kiesett           | kiesett           | 17.      |
| Steve Larrimore | Kisváltósúly | erőnyerő          | Phillimon Ayesu (MAW) · 3:2       | Mirko Puzović (YUG) · 0:5 | kiesett           | kiesett           | kiesett           | 9.       |
| Philip Pinder   | Félnehézsúly |                   | Jean-Paul Nanga-Ntsah (CMR) · 0:5 | kiesett                   | kiesett           | kiesett           | kiesett           | 17.      |

## Úszás
Férfi
| Versenyző    | Versenyszám    | Előfutam | Előfutam | Előfutam | Döntő   | Döntő   | Döntő   | Helyezés |
| Versenyző    | Versenyszám    | Idő      | Hely.    | Össz.    | Típus   | Idő     | Hely.   | Helyezés |
| ------------ | -------------- | -------- | -------- | -------- | ------- | ------- | ------- | -------- |
| Sean Nottage | 100 m gyors    | 53,66    | 4.       | 37.      | kiesett | kiesett | kiesett | kiesett  |
| Sean Nottage | 200 m gyors    | 1:57,54  | 7.       | 40.      | kiesett | kiesett | kiesett | kiesett  |
| Sean Nottage | 100 m pillangó | 58,73    | 5.       | 39.      | kiesett | kiesett | kiesett | kiesett  |
| Dave Morley  | 100 m hát      | 1:01,29  | 5.       | 31.      | kiesett | kiesett | kiesett | kiesett  |
| Dave Morley  | 200 m hát      | 2:18,17  | 6.       | 31.      | kiesett | kiesett | kiesett | kiesett  |
| Dave Morley  | 200 m vegyes   | 2:16,85  | 5.       | 31.      | kiesett | kiesett | kiesett | kiesett  |

## Vitorlázás
Férfi
| Versenyző     | Versenyszám     | Futam   | Futam | Futam | Futam | Futam | Futam | Futam | Pontszám | Helyezés |
| Versenyző     | Versenyszám     | 1       | 2     | 3     | 4     | 5     | 6     | 7     | Pontszám | Helyezés |
| ------------- | --------------- | ------- | ----- | ----- | ----- | ----- | ----- | ----- | -------- | -------- |
| Thomas Nisbet | Szörfvitorlázás | (45,0*) | 38,0  | 40,0  | 45,0* | 41,0  | 42,0  | 45,0* | 251,0    | 38.      |

Nyílt
| Versenyző                   | Versenyszám    | Futam | Futam  | Futam | Futam | Futam | Futam | Futam | Pontszám | Helyezés |
| Versenyző                   | Versenyszám    | 1     | 2      | 3     | 4     | 5     | 6     | 7     | Pontszám | Helyezés |
| --------------------------- | -------------- | ----- | ------ | ----- | ----- | ----- | ----- | ----- | -------- | -------- |
| Montague Higgs Steven Kelly | 470-es osztály | 17,0  | (22,0) | 11,7  | 5,7   | 13,0  | 17,0  | 17,0  | 81,4     | 10.      |

* - nem ért célba